# Liste der Äbte des Klosters Reichenau

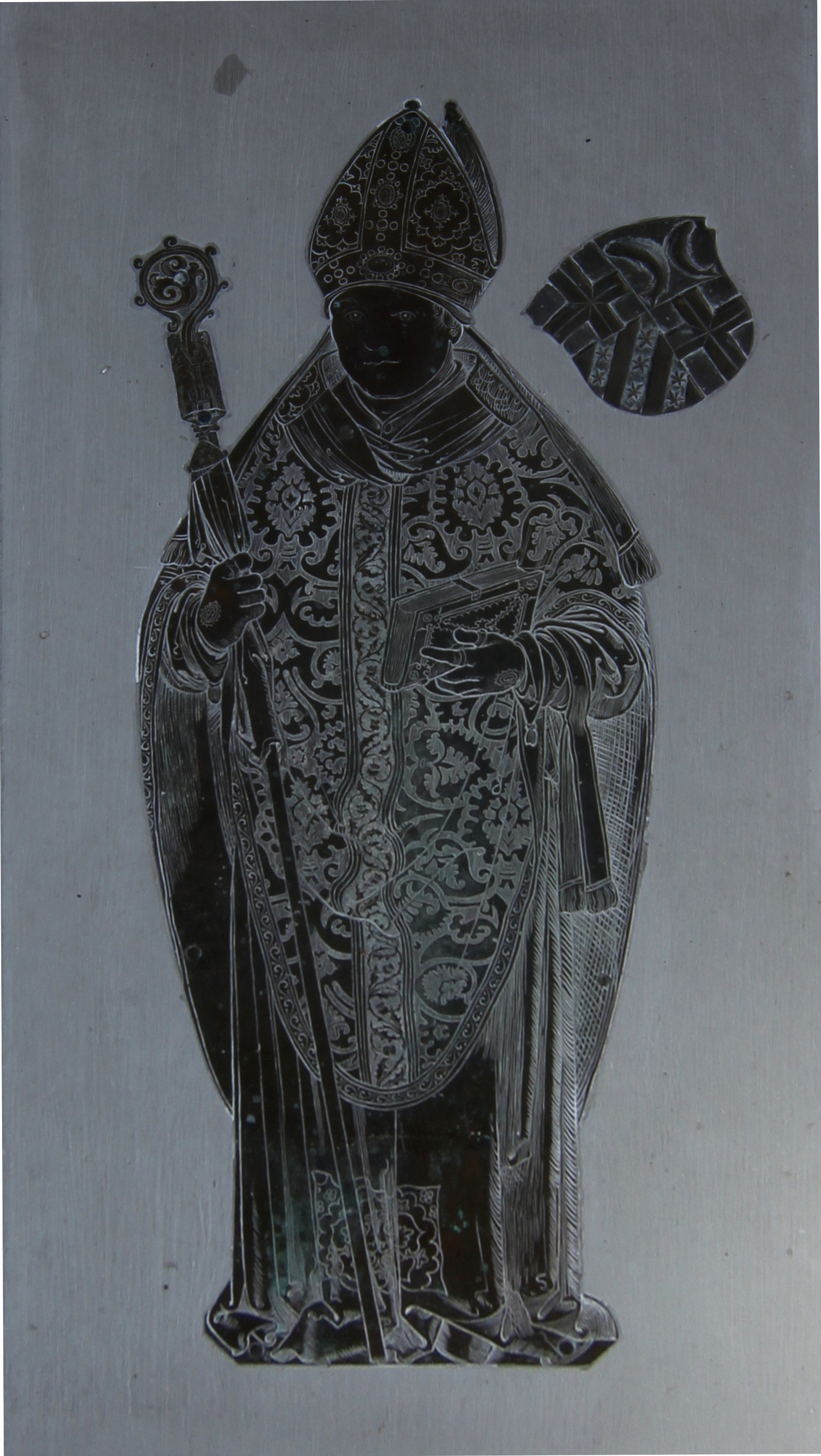
Epitaph des Abtes Georg Fischer im Chor des Münsters St. Maria und Markus

Diese Äbte leiteten das Kloster Reichenau ab der Gründung durch Pirminius. Die angegebenen Jahreszahlen bezeichnen die Amtszeit. 
- Pirminius (Gründer und Abt) (724–727)
- Heddo (727–734)
- Keba (734–736)
- Arnefrid (Bischof von Konstanz)
- Sidonius (Bischof von Konstanz)
- Johannes (Bischof von Konstanz, Abt von St. Gallen) (760–782)
- Petrus (782–786)
- Waldo (786–806)
- Haito (ca. 762–836), Abt des Klosters Reichenau (806 bis 823), Bischof von Basel (802 bis 823) und Berater von Kaiser Karl dem Großen
- Erlebald (823–838)
- Ruadhelm (838?–842)
- Walahfrid Strabo (838, 842–849)
- Folkwin (849–858)
- Walter (858–864)
- Hatto II. (864–871)
- Ruodho (871–888)
- Hatto III. (auch Erzbischof von Mainz sowie Abt von Ellwangen, Lorsch und Weißenburg) (888–913)
- Hugo (913)
- Thieting (913–916)
- Heribrecht (916–926)
- Liuthard (926–934)
- Alawich I. (934–958)
- Eggehard I. (958–972)
- Ruodmann (972–985)
- Witigowo (985–997)
- Alawich II. (997–1000)
- Werinher (1000–1006)
- Immo (1006–1008)
- Berno (1008–1048)
- Ulrich von Lupfen (Ulrich I.) (1048–1069)
- Meginwart (1069–1070)
- Ruopert (Abt des Bamberger Michaelsklosters (1066–1071), Abt der Reichenau (1071) und Abt der Abtei Gengenbach (1071–1075))
- Ekkehard II. von Nellenburg (1071–1088)
- Ulrich II. von Dapfen (1088–1123)
- Rudolf von Böttstein (1123–1131)
- Ludwig von Pfullendorf (1131–1135)
- Ulrich III. von Zollern (1135–1136)
- Otto von Böttstein (1136–1139)
- Frideloh von Heidegg (1139–1159)
- Ulrich IV. von Heidegg (1159–1169)
- Diethelm von Krenkingen (1169–1206)
- Hermann von Spaichingen (1206)
- Heinrich von Karpfen (1206–1234)
- Konrad von Zimmern (1234–1253/55)
- Burkhard von Hewen (1253/55–1259)
- Berchtold von Falkenstein (Koadjutor, Abt von St. Gallen) (1258–1259)
- Albrecht von Ramstein (1260–1294)
- Mangold von Veringen (1294–1295)
- Heinrich von Klingenberg (Bischof von Konstanz) (1296–1306)
- Diethelm von Castell (Abt von Petershausen) (1306–1343)
- Eberhard von Brandis (1343–1379)
- Heinrich von Stöffeln (1379–1383)
- Mangold von Brandis (1383–1385)
- Werner von Rosenegg (1385–1402)
- Friedrich von Zollern (1402–1426/27)
- Heinrich von Hornberg (Abt von St. Peter) (1426/27)
- Friedrich von Wartenberg (1427–1453)
- Johann von Hinwil (1454–1464)
- Johann Pfuser von Nordstetten (1464–1491)
- Martin von Weißenburg (1492–1508)
- Markus von Knöringen (1508–1515)
- Georg Fischer (Piscatoris) (1515–1519)
- Gallus Kalb (1519)
- Markus von Knöringen (2. Mal) (1523–1540)

## Abttitel des Klosters Reichenau geht an die Bischöfe von Konstanz
Abt Markus von Knöringen übergab das Kloster als Priorat an den Bischof von Konstanz. Bischof Johannes von Weeze und seine Nachfolger führten daher ab 1540 auch den Titel des Abts von Reichenau, siehe Liste der Bischöfe von Konstanz. 1757 wurde das Kloster aufgehoben, 1803 verließen die letzten Mönche die Insel. 